# 伶鼬

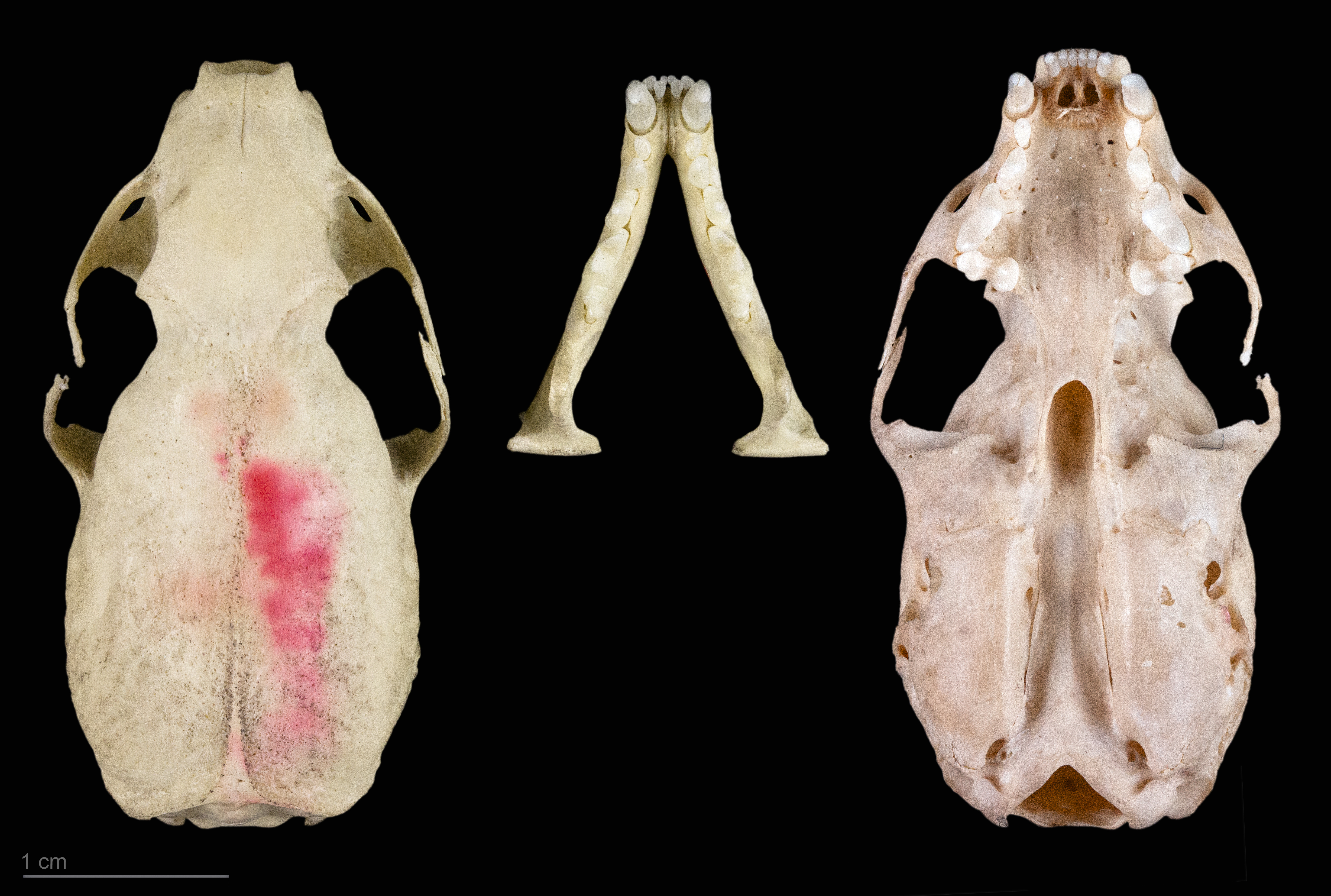
头骨 Mustela nivalis

伶鼬（学名：Mustela nivalis）为鼬科鼬属的动物。分布于欧洲，亚洲和北美洲北部，包括中国大陆的黑龙江、内蒙古、河北、吉林、新疆、四川、辽宁等地，多栖息于类似白鼬、但更喜欢干燥的地域。在林区栖息于针阔叶混交林、亚高山或干旱地针叶林、林缘灌丛以及亦常见于草原地带。该物种的模式产地在瑞典韦斯德博顿。

## 亚种
- 伶鼬东北亚种（学名：Mustela nivalis pygmaea），J. Allen于1903年命名。分布于西伯利亚鄂霍次克海西岸以及中国大陆的河北、黑龙江、辽宁、内蒙古、吉林等地。该物种的模式产地在鄂霍次克海西岸,Gichiga。[3]
- 伶鼬四川亚种（学名：Mustela nivalis russelliana），Thomas于1911年命名。在中国大陆，分布于四川等地。该物种的模式产地在四川康定附近。[4]
- 伶鼬莎车亚种（学名：Mustela nivalis stoliczkana），Blanford于1877年命名。在中国大陆，分布于新疆（南部）等地。该物种的模式产地在新疆莎车。[5]

## 保护
本种于2023年被收录入《有重要生态、科学、社会价值的陆生野生动物名录》。